# Општина Кручишор (Сату Маре)
Кручишор (рум. Crucişor) општина је у Румунији у округу Сату Маре.
Oпштина се налази на надморској висини од 188 m.